# Andler (Belgique)
Pour les articles homonymes, voir Andler.
Andler est un hameau de la commune belge de Saint-Vith (en allemand : Sankt Vith) située en Communauté germanophone et en Région wallonne dans la province de Liège.
Avant la fusion des communes de 1977, Andler faisait partie de la commune de Schoenberg.
Le 31 décembre 2015, le hameau comptait 46 habitants.

## Situation et description
Andler est implanté sur la rive gauche et le versant oriental de l'Our entre la frontière belgo-allemande (en amont) et le village de Schoenberg (en aval). Le versant opposé est boisé.
Le hameau se situe à 14 km à l'est de la ville de Saint-Vith. La route nationale 626 Manderfeld - Saint-Vith traverse cette petite localité composée principalement de maisons et de fermes le plus souvent recouvertes de crépi blanc.
Andler avoisine aussi les localités d'Herresbach (commune d'Amblève) et Eimerscheid (commune de Bullange) toutes deux situées sur le plateau. L'altitude du hameau avoisine les 450 m.